# Jenovéfa Boková
Jenovéfa Boková, née le 16 mai 1992, est une actrice et violoniste tchèque lauréate d'un des Lions tchèques pour 2018 (équivalent des Césars).

## Biographie
Jenovéfa Boková est la fille du militant des droits humains John Bok (cs) et de la peintre et sculptrice Jitka Boková. Sa sœur aînée Kristýna Boková (cs) est également actrice.
Elle effectue sa scolarité au lycée Jan-Neruda (cs) de Prague (section violon). Elle fait partie du Quatuor  Comenius. et joue du violon dans le Wunder Bar Band. Elle joue dans de premiers films dès son enfance (1998) et son premier rôle marquant est à 18 ans en 2010 dans Občanský průkaz (cs). Elle poursuit des études de violon parallèlement à ses premières années de carrière d'actrice à la faculté de musique et de danse de l'Académie tchèque des arts de la scène (HAMU).

## Filmographie partielle

### Cinéma
- 2010 : Hanka dans Občanský průkaz (cs) d'Ondřej Trojan et Petr Šabach (en)
- 2013 : Miriam dans Revival (cs) d'Alice Nellis (en)
- 2016 : Karolina dans Les Voleurs des chevaux verts (cs) de Dan Wlodarczyk.
- 2018 : Anežka dans Moments de Beata Parkanová
- 2018 : Saša dans Karel, já a ty (cs) de Bohdan Karásek
- 2019 : Kačka, la fille cadette, dans Ženy v běhu (cs) de Martin Horský (cs)

### Télévision
- 2019 : Lucie Mazalová dans la série télévisée Strážmistr Topinka (cs) de Petr Zahrádka

## Récompenses et distinctions
Nommée l'année précédente pour le rôle de Miriam dans la comédie Revival (cs) d'Alice Nellis (en), Jenovéfa Boková reçoit en mars 2019 le lion tchèque de la meilleure actrice dans le rôle principal pour le personnage d'Anežka, rôle principal du film Moments (2018) de Beata Parkanová.
Elle obtient également au titre de ce rôle un Prix de la critique tchèque (cs) (Czech Film Critics' Awards).

## Crédit d'auteurs
- (cs) Cet article est partiellement ou en totalité issu de l’article de Wikipédia en tchèque intitulé « Jenovéfa Boková » (voir la liste des auteurs).